# Dgino Cantin
Dgino Cantin est un artiste québécois, né en 1973, il vit et travaille entre Stoneham-et-Tewkesbury et Québec.

## Biographie
Diplômé d’un D.E.C. en arts plastiques du Cégep de Sainte-Foy, l’artiste poursuit ses études à l'université Laval en création littéraire et baccalauréat en arts plastiques, il continue avec un certificat pédagogique en enseignement collégial et finit ses études en 2004 par l’obtention d’une maitrise en arts visuels. 
Depuis 2002, il réalise de nombreuses expositions individuelles et groupes. Il fait plusieurs résidences de recherche et de production au Québec et en France dans les centres : Sagamie, VU, Œil de poisson, Caravansérail, Ceaac et à la Cité des arts.
Dans sa pratique artistique il développe un univers poétique qui interroge les habitudes de perceptions des objets des spectateurs par le dessin, la photographie et la sculpture de matériaux qui l’entourent.
En parallèle de son activité artistique Dgino Cantin enseigne les arts au Cégep Limoilou depuis 2006.

## Prix et bourses
Il reçoit le prix Videre de la relève en 2005, pour son exposition La suite des choses. Il est aussi finaliste prix Videre de création en arts visuels en 2012 et 2016.
Il bénéficie à plusieurs reprises de bourses du Conseil des Arts et des Lettres du Québec (CALQ). 

## Expositions (sélection)

### Expositions individuelles
2004 : Pour la suite des choses, Galerie des Arts Visuels, Université Laval, Québec, QC, Canada. 
2005 : 
- Les Intérieurs apprivoisés, Langage plus, Alma, QC, Canada[7].
- Full Louise, Centre d’exposition Raymond-Lasnier, Trois-Rivières, QC, Canada.

2006 : Hirondelle à main et autres petits objets, Espace International du Ceaac, Strasbourg, France.
2007 : Le Hangar des fées, Espace F, Galerie d’art de Matane, Matane, QC, Canada.
2009 : Les manipulations , VU, centre de diffusion et de production de la photographie, Québec, QC, Canada.
2012 : Mon corps est une planète, Centre en art actuel Regart, Lévis, QC, Canada
2016 : Changement de Statut, Œil de poisson, Québec, QC, Canada. 
2023 : Nos horizons sauvages, Centre d'art Jacques et Michel Auger, Victoriaville, QC, Canada. 

### Exposition collectives
2002 : Pique-nique III, présentation de la sculpture portative Raoul le rat sur la place publique, Montréal et Québec, QC, Canada.
2003 : Pique-nique IV, performance avec Pelletier, Vieux-port de Montréal, QC, Canada.
2005 : 
- Communion, « Cynismes ? », du 1er mai au 12 juin, Manif d’art 3 - La biennale de Québec, Québec, QC, Canada[13].
- États, Centre d’exposition Raymond-Lasnier, Trois-Rivières, QC, Canada.
- Pique-nique VI, performance avec Pelletier, Parc Lafontaine, Montréal, QC, Canada.

2006 : Éclats, 3 e édition de la biennale d’art contemporain Itinéraires au Pays de Barr et du Bernstein, Alsace, France.
2007 : 
- Chaque instant depuis cette chaise est un pas vers toi, avec Jean-Philippe Roy, Galerie des Arts Visuels de l’Université Laval, Québec, QC, Canada[14].
- Histoire de… (L'Émoi ds braises), Caravansérail, Rimouski, QC, Canada[4].
- Sainte-Marie, Wagon art itinérant, Québec, QC, Canada.

2011 : Matières à création, L’autocART des arts visuels des arts, Québec, QC, Canada.
2013 : Les flâneurs, Voir à l'est, Rivière-du-Loup, QC, Canada, commissaire Jocelyne Fortin.
2016 : La chambre des curiosités 1 et Sirenomena, « Humanorium », EXMURO, en tournée dans plusieurs provinces du Canada,,.
2020 : « Procédés divers », Exposition-bénéfice Circa, Montréal, QC, Canada.
2022 : Montée des eaux, « Les illusions sont réelles », Galerie Engramme, Manif d’art 10 – Biennale de Québec, Québec, QC, Canada ,.
2022 : Yahndawa' - Portages entre Wendake et Québec, L'Œil de poisson, Québec, QC, Canada .
2022 : Célébration, Galerie Engramme, Québec, QC, Canada .

## Publication
Cette confortable patience, livret artistique dans le cadre du projet 1 exposant 3, Wagon art-itinérant, Québec, QC, Canada.
Les bucherons de l’impossible, avec Charles Guilbert, à l’occasion de leur résidence au Centre Sagamie, Alma, QC, Canada.

## Collection
Musée national des beaux-arts de Québec